# Pinus montezumae
Il pino di Montezuma (Pinus montezumae Lamb.) è un albero appartenente alla famiglia delle Pinaceae.

## Descrizione

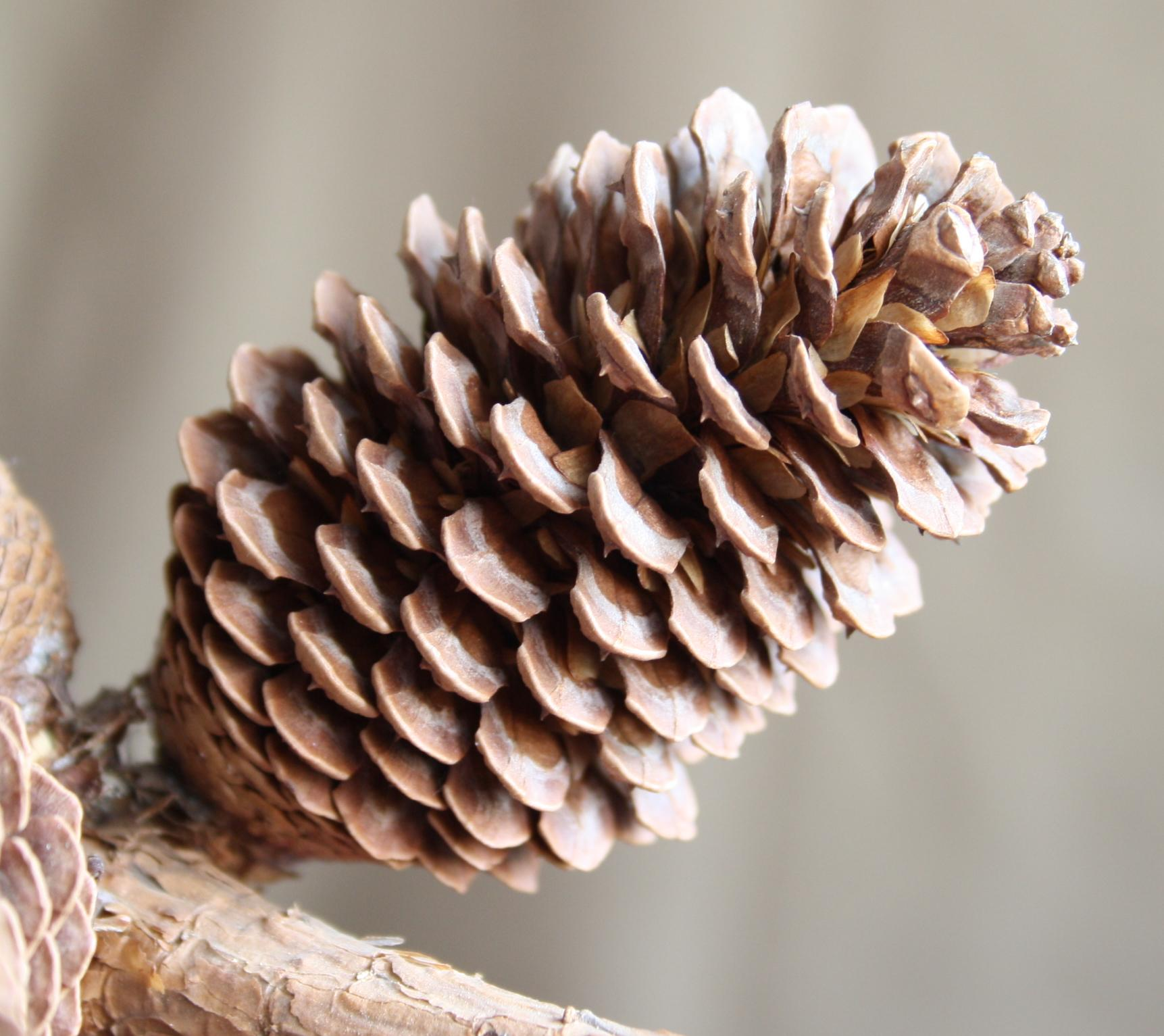
Dettaglio di un cono.

### Portamento
Il portamento è arboreo; l'albero può raggiungere i 20 metri di altezza. La forma è espansa.

### Corteccia
La corteccia è grigiastra, spessa e solcata da profonde incisioni.

### Foglie
Le foglie sono aghiformi e portate in gruppi di cinque. Sono di colore grigio-verde e possono raggiungere i 30 cm di lunghezza; presentano un margine leggermente dentato e rugoso. Sono portate da rami lisci di colore rosso-marrone.

### Strobili
Gli strobili sono di forma conica e oviforme e possono essere singoli o raggruppati in grappoli. Possono essere lunghi fino a 15 cm e presentano squame con un apice appuntito. Inizialmente di colore blu-violaceo, una volta giunti a maturazione assumono una colorazione che può variare dal giallo-marrone al rosso-marrone.

### Fiori
I fiori maschili sono di colore viola e una volta aperti diventano gialli, mentre quelli femminili sono rossi. Sono portati in grappoli separati e crescono sui rami giovani all'inizio dell'estate.

## Distribuzione e habitat
Il pino di Montezuma è originario del Messico e del Guatemala, dove cresce prevalentemente in habitat montuosi.